# Henri de Marle (mort en 1418)
Pour l’article homonyme, voir Henri de Marle.
Henri Le Corgne dit de Marle, seigneur de Versigny, né vers 1373 et mort en 1418, est un haut magistrat français, nommé chancelier de France en 1413.

## Biographie

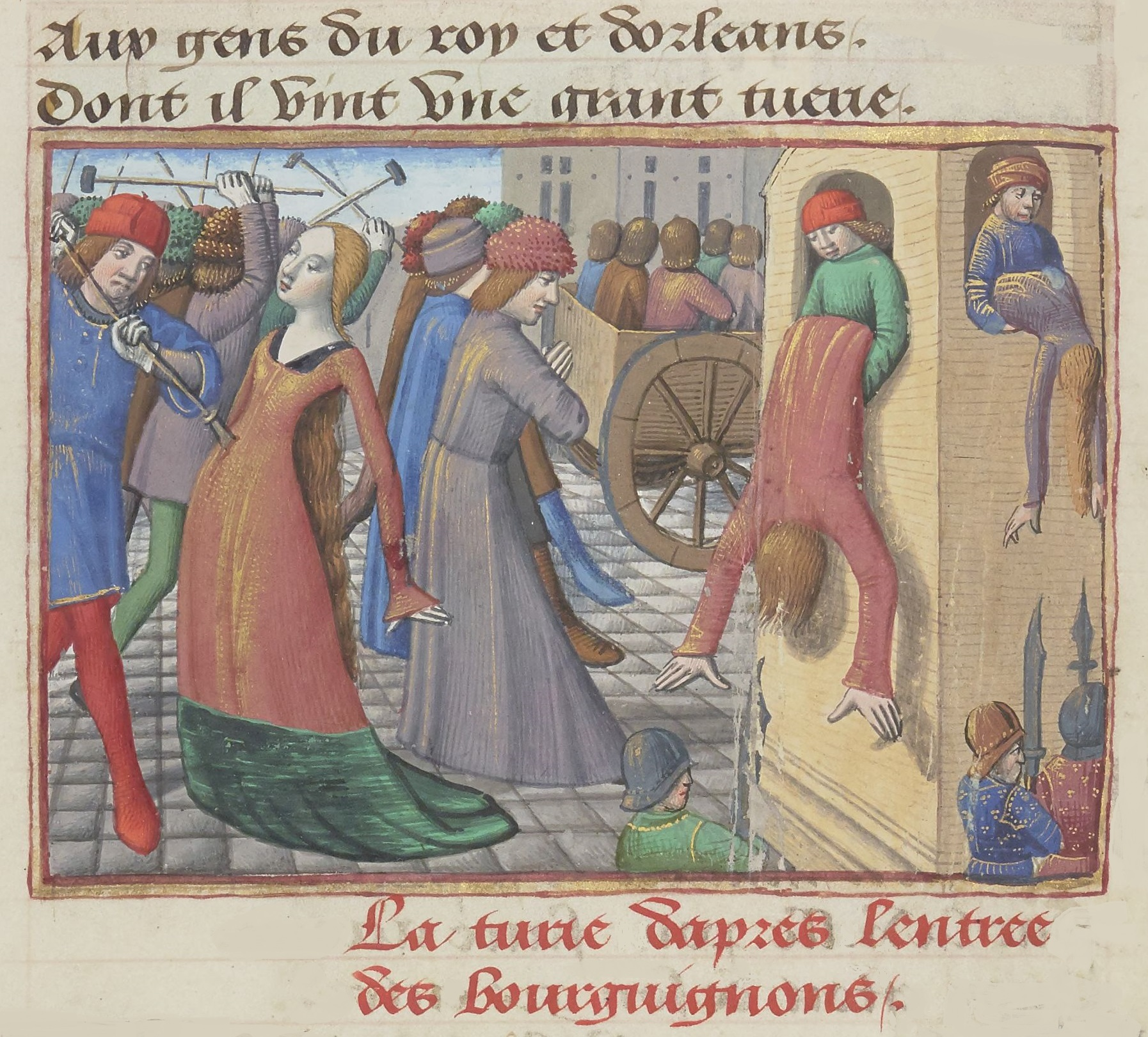
Les massacres de 1418. Enluminure ornant le manuscrit de Martial d'Auvergne, Les Vigiles de Charles VII, vers 1484, BNF.

Magistrat, il est le plus célèbre membre de la famille de Marle, originaire du Valois.
En 1401, il achète la seigneur de Versigny, en la châtellenie de Senlis.
Conseiller au parlement de Paris, il en devient troisième président en 1393.
Le 16 mai 1404, il est nommé premier président du parlement de Paris.
Enfin, il est nommé chancelier de France par le roi Charles VI en 1413. Il le restera jusqu'à sa mort en 1418.
Partisan des Armagnac, il est capturé par les Bourguignons pendant la Guerre civile entre Armagnacs et Bourguignons, puis tué lors du massacre des Armagnacs le 29 mai 1418.
Il a été enterré dans la cathédrale Notre-Dame de Senlis.

## Armoiries
Les armoiries de sa famille sont : D’argent, à une bande de sable chargée de trois molettes d’éperon aussi d’argent, à cinq pointes.